# Olon Süme
Olon Süme (ou Olon Süme-yin Tor) é um sítio arqueológico no norte da cidade de Bandeira Unida de Darhan Muminggan de Baotou, Nei Mongol, China Desde os anos 30, o local é identificado como a capital do norte dos reis medievais de Ongut. Uma coleção de pequenos artefatos do site foi exibida e publicada no Japão em 2003. O governo chinês começou a desenvolver o site como destino turístico.